# The Kiss (film, 1921)
Pour les articles homonymes, voir The Kiss.
Pour plus de détails, voir Fiche technique et Distribution.
The Kiss est un film américain réalisé par Jack Conway, sorti en 1921.

## Synopsis
Don Luis a l'intention d'annoncer lors de la fête des moissons les fiançailles de son fils Andre avec Isabella, la fille d'un propriétaire voisin. Mais Andre prévoit de s'enfuir avec Erolinda, la fille de Vargas, l'intendant du ranch. Vargas les surprend et, croyant que sa fille est déshonorée, tire sur Andre. Ses vaqueros, le croyant mort, veulent se venger mais Erolinda les retient. Andre embrasse Erolinda, la proclamant ainsi comme sa fiancée.

## Fiche technique
- Titre original : The Kiss
- Réalisation : Jack Conway
- Scénario : A. P. Younger, George Pyper, d'après la nouvelle Little Erolinda de Johnston McCulley
- Photographie : Bert Glennon
- Société de production : Universal Film Manufacturing Company
- Société de distribution : Universal Film Manufacturing Company
- Pays d'origine :  États-Unis
- Langue originale : anglais
- Format : noir et blanc — 35 mm — 1,37:1 — Film muet
- Genre : drame
- Durée : 50 minutes
- Date de sortie :
  - États-Unis : 4 juillet 1921
- Licence : Domaine public

## Distribution
- George Periolat : Don Luis Baldarama
- W.E. Lawrence : Andre Baldarama
- J.P. Lockney : Selistino Vargas
- Carmel Myers : Erolinda Vargas
- J. Jiquel Lanoe : Carlos
- Harvey Clark : Miguel Chavez
- Jean Acker : Isabella Chavez
- Ed Brady : Manuel Feliz